# 김두진 (1912년)
김두진(1912년 11월 20일~1985년 11월 10일)은 대한민국의 정치인이다. 제3·4대 국회의원을 지냈다.

## 역대 선거 결과
|  | 23.60% |

|  | 33.49% |

|  | 15.32% |

|  | 8.1% |

|  | 20.58% |